# Peruacla
Peruacla is een geslacht van rechtvleugeligen uit de familie krekels (Gryllidae). De wetenschappelijke naam van dit geslacht is voor het eerst geldig gepubliceerd in 2011 door Gorochov.

## Soorten
Het geslacht Peruacla  is monotypisch en omvat slechts de volgende soort:
- Peruacla solitaria (Gorochov, 2011)